# Stefano Zamagni
Stefano Zamagni (nascido em 4 de janeiro de 1943) é um economista italiano. Nascido em Rimini, Zamagni é Professor de Economia na Universidade de Bolonha. Zamagni é também membro da Human Development and Capability Association e presidente da Pontifícia Academia das Ciências Sociais.